# Cardamine jonselliana
Cardamine jonselliana är en korsblommig växtart som beskrevs av Al-shehbaz. Cardamine jonselliana ingår i släktet bräsmor, och familjen korsblommiga växter. Inga underarter finns listade i Catalogue of Life.